# Станція стеження Ваіхопаі

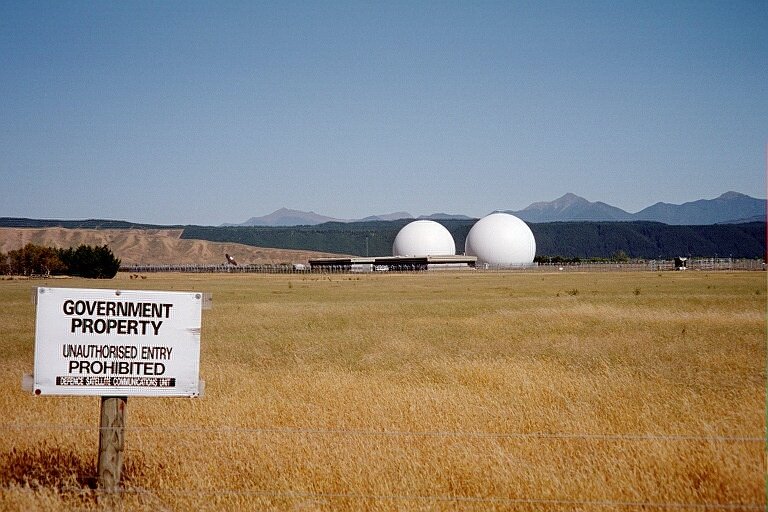
Антени станції

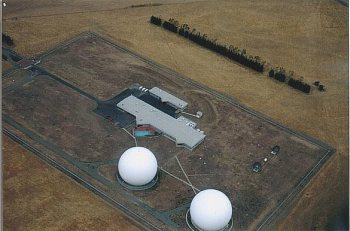
Вигляд зверху

Станція Ваіхопаі (англ. Waihopai Station) — станція супутникової розвідки поруч з Бленім, Нова Зеландія. Належить Службі безпеки урядових комунікацій.

## Загальна інформація
Станція введена в експлуатацію у 1989 р. і є однією із складових частин глобальної системи радіоелектронного шпигунства Ешелон. Об'єкт перехоплював телекомунікаційні дані супутника Intelsat 701, що надійшов в експлуатацію у січні 1994 року і обслуговує Тихоокеанський регіон.
У 1997 р. Уряд Нової Зеландії забажав поліпшити можливості перехоплення розвідувальних даних і побудував другу антену у Ваіхопаі. У червні 2007 року була встановлена тороідальна антена, яка здатна одночасно приймати сигнали до 35 супутників.
В рамках публікацій про спостереження та шпигунську справу в 2013 році стало відомо, що сервери системи також використовуються для управління шпигунським програмним забезпеченням X-Keyscore, яке Агентство національної безпеки США використовує для моніторингу значної частини світових Інтернет-з'єднань.

### Перехоплення на підводному телекомунікаційному кабелю Південний Хрест

телекомунікаційний кабель «Південний Хрест»

У серпні 2014 року стало відомо, що інженер Агентства національної безпеки США відвідав Нову Зеландію та провів зустріч на станції Ваіхопаі. Темою обговорення було перехоплення всього трафіку на кабелі Південного Хреста . Через ізольоване розташування Нової Зеландії кабель є єдиною точкою міжнародного доступу до Інтернету та телекомунікацій з Новою Зеландією.

## Протести та порушення безпеки
Станція є постійною мішенню для протестуючих та активістів, які намагаються закрити базу.
У квітні 2008 року троє чоловіків порушили захисну огорожу, щоб увійти на базу, а потім за допомогою серпа пошкодили кевларовий покрив над однією з двох супутникових антен.

## Зовнішні посилання
- Government Communications Security Bureau